# Kaokochloa
Kaokochloa là một chi thực vật có hoa trong họ Hòa thảo (Poaceae).

## Loài
Chi Kaokochloa gồm các loài: